# 普尔瓦里斯哈里夫
普尔瓦里斯哈里夫（Phulwari Sharif），是印度比哈尔邦Patna县的一个城镇。总人口53166（2001年）。

## 人口
该地2001年总人口53166人，其中男性28089人，女性25077人；0—6岁人口8153人，其中男4225人，女3928人；识字率63.17%，其中男性为69.69%，女性为55.86%。